# Lavinia Santucci
Lavinia Santucci (Roma, 4 giugno 1985) è un'ex cestista italiana.
Ala grande di 185 cm, ha giocato in Nazionale italiana, in Serie A1 con Viterbo, Faenza, Cagliari e Umbertide e in Lega Nazionale A con Riva.

## Carriera
Giocatrice preferibilmente utilizzata come ala grande, dalle buone attitudini difensive, si trasferisce nella stagione 2008/09 al Club Atletico Faenza, provenendo dalla Virtus Viterbo, con cui ha debuttato nella massima serie. In questa stagione conquista la Coppa Italia 2009.
Nella stagione 2009-10 prosegue la sua permanenza nel Club Atletico Faenza.
Dopo il fallimento del Club Atletico Romagna, si trasferisce prima al Riva Basket, nel campionato svizzero, poi al CUS Cagliari.
Nel 2013 viene ingaggiata dalla Pallacanestro Femminile Umbertide. Con la squadra umbra disputa due campionati di A1.

## Statistiche

### Cronologia presenze e punti in Nazionale
| Cronologia completa delle presenze e dei punti in Nazionale - Italia | Cronologia completa delle presenze e dei punti in Nazionale - Italia | Cronologia completa delle presenze e dei punti in Nazionale - Italia | Cronologia completa delle presenze e dei punti in Nazionale - Italia | Cronologia completa delle presenze e dei punti in Nazionale - Italia | Cronologia completa delle presenze e dei punti in Nazionale - Italia | Cronologia completa delle presenze e dei punti in Nazionale - Italia | Cronologia completa delle presenze e dei punti in Nazionale - Italia |
| Data                                                                 | Città                                                                | In casa                                                              | Risultato                                                            | Ospiti                                                               | Competizione                                                         | Punti                                                                | Note                                                                 |
| -------------------------------------------------------------------- | -------------------------------------------------------------------- | -------------------------------------------------------------------- | -------------------------------------------------------------------- | -------------------------------------------------------------------- | -------------------------------------------------------------------- | -------------------------------------------------------------------- | -------------------------------------------------------------------- |
| 16-2-2011                                                            | Parma                                                                | Italia                                                               | 63 - 77                                                              | World Stars                                                          | Amichevole                                                           | 6                                                                    | [ 4 ]                                                                |
| 25-5-2012                                                            | Pomezia                                                              | Italia                                                               | 62 - 37                                                              | Bulgaria                                                             | Torneo amichevole                                                    | 4                                                                    | [ 5 ]                                                                |
| 26-5-2012                                                            | Pomezia                                                              | Italia                                                               | 56 - 52                                                              | Paesi Bassi                                                          | Torneo amichevole                                                    | 3                                                                    | [ 6 ]                                                                |
| 27-5-2012                                                            | Pomezia                                                              | Italia                                                               | 56 - 58                                                              | Grecia                                                               | Torneo amichevole                                                    | 7                                                                    | [ 7 ]                                                                |
| 3-6-2012                                                             | Belgrado                                                             | Italia                                                               | 70 - 65                                                              | Israele                                                              | Torneo amichevole                                                    | 5                                                                    | [ 8 ]                                                                |
| 4-6-2012                                                             | Belgrado                                                             | Italia                                                               | 64 - 59                                                              | Romania                                                              | Torneo amichevole                                                    | 5                                                                    | [ 9 ]                                                                |
| 5-6-2012                                                             | Belgrado                                                             | Serbia                                                               | 88 - 61                                                              | Italia                                                               | Torneo amichevole                                                    | 0                                                                    | [ 10 ]                                                               |
| 12-6-2012                                                            | Riga                                                                 | Lettonia                                                             | 71 - 52                                                              | Italia                                                               | Qual. Euro 2013 - Girone E                                           | 3                                                                    | [ 11 ]                                                               |
| 20-6-2012                                                            | Frosinone                                                            | Italia                                                               | 86 - 37                                                              | Lussemburgo                                                          | Qual. Euro 2013 - Girone E                                           | 10                                                                   | [ 12 ]                                                               |
| 23-6-2012                                                            | Atene                                                                | Grecia                                                               | 53 - 64                                                              | Italia                                                               | Qual. Euro 2013 - Gruppo E                                           | 5                                                                    | [ 13 ]                                                               |
| 27-6-2012                                                            | Latina                                                               | Italia                                                               | 76 - 58                                                              | Finlandia                                                            | Qual. Euro 2013 - Gruppo E                                           | 6                                                                    | [ 14 ]                                                               |
| 30-6-2012                                                            | Latina                                                               | Italia                                                               | 60 - 57                                                              | Lettonia                                                             | Qual. Euro 2013 - Gruppo E                                           | 6                                                                    | [ 15 ]                                                               |
| 7-7-2012                                                             | Contern                                                              | Lussemburgo                                                          | 66 - 88                                                              | Italia                                                               | Qual. Euro 2013 - Gruppo E                                           | 6                                                                    | [ 16 ]                                                               |
| 11-7-2012                                                            | Latina                                                               | Italia                                                               | 68 - 61                                                              | Grecia                                                               | Qual. Euro 2013 - Gruppo E                                           | 2                                                                    | [ 17 ]                                                               |
| 14-7-2012                                                            | Vantaa                                                               | Finlandia                                                            | 62 - 82                                                              | Italia                                                               | Qual. Euro 2013 - Gruppo E                                           | 5                                                                    | [ 18 ]                                                               |
| 10-12-2012                                                           | Orvieto                                                              | Ceprini Orvieto                                                      | 61 - 67                                                              | Italia                                                               | Amichevole                                                           | 0                                                                    | [ 19 ]                                                               |
| 22-1-2013                                                            | Chieti                                                               | CUS Chieti                                                           | 35 - 75                                                              | Italia                                                               | Amichevole                                                           | 14                                                                   | [ 20 ]                                                               |
| 5-3-2013                                                             | Ariano Irpino                                                        | LPA Ariano Irpino                                                    | 49 - 71                                                              | Italia                                                               | Amichevole                                                           | 2                                                                    | [ 21 ]                                                               |
| 17-5-2014                                                            | Pomezia                                                              | Italia                                                               | 51 - 59                                                              | Gran Bretagna                                                        | Amichevole                                                           | 3                                                                    | [ 22 ]                                                               |
| 23-5-2014                                                            | Castel San Pietro Terme                                              | Italia                                                               | 66 - 74                                                              | Bulgaria                                                             | Amichevole                                                           | 0                                                                    | [ 23 ]                                                               |
| 24-5-2014                                                            | Castel San Pietro Terme                                              | Italia                                                               | 77 - 79 dts                                                          | Israele                                                              | Amichevole                                                           | 12                                                                   | [ 24 ]                                                               |
| 31-5-2014                                                            | Louvain-la-Neuve                                                     | Belgio                                                               | 76 - 51                                                              | Italia                                                               | Torneo amichevole                                                    | 5                                                                    | [ 25 ]                                                               |
| 1-6-2014                                                             | Louvain-la-Neuve                                                     | Paesi Bassi                                                          | 57 - 55                                                              | Italia                                                               | Torneo amichevole                                                    | 2                                                                    | [ 26 ]                                                               |
| 8-6-2014                                                             | Lucca                                                                | Italia                                                               | 66 - 58                                                              | Estonia                                                              | Qual. Euro 2015 - Girone C                                           | 4                                                                    | [ 27 ]                                                               |
| 11-6-2014                                                            | Coimbra                                                              | Portogallo                                                           | 54 - 52                                                              | Italia                                                               | Qual. Euro 2015 - Girone C                                           | 9                                                                    | [ 28 ]                                                               |
| 15-6-2014                                                            | Riga                                                                 | Lettonia                                                             | 70 - 59                                                              | Italia                                                               | Qual. Euro 2015 - Girone C                                           | 7                                                                    | [ 29 ]                                                               |
| 18-6-2014                                                            | Riga                                                                 | Estonia                                                              | 45 - 52                                                              | Italia                                                               | Qual. Euro 2015 - Girone C                                           | 6                                                                    | [ 30 ]                                                               |
| 22-6-2014                                                            | Ragusa                                                               | Italia                                                               | 65 - 52                                                              | Portogallo                                                           | Qual. Euro 2015 - Girone C                                           | 0                                                                    | [ 31 ]                                                               |
| 25-6-2014                                                            | Ragusa                                                               | Italia                                                               | 83 - 68                                                              | Lettonia                                                             | Qual. Euro 2015 - Girone C                                           | 2                                                                    | [ 32 ]                                                               |
| Totale                                                               |                                                                      | Presenze                                                             | 29                                                                   |                                                                      | Punti                                                                | 139                                                                  |                                                                      |

## Palmarès
- Coppa Italia: 1
C.A. Faenza: 2009.